# Ругин, Ритвар
Ри́твар Ру́гин (латыш. Ritvars Rugins; 17 октября 1989, Тукумс) — латвийский футболист, защитник.
27 июля 2012 года было объявлено о переходе в «Сконто». Контракт подписан до конца июня 2013 года.

## Достижения
- Чемпион Латвии (2): 2008, 2011
- Серебряный призёр чемпионата Латвии (4): 2009, 2010, 2013, 2014
- Обладатель Кубка Латвии: 2011
- Финалист Кубка Латвии: 2008
- Чемпион Балтийской лиги: 2010
- Финалист Балтийской лиги : 2011